# WHDT
WHDT（チャンネル9）は、アメリカ・フロリダ州スチュアートに認可された独立テレビ局で、ウェストパームビーチエリアを放送エリアとしている。E・W・スクリップス・カンパニーとNBC提携局WPTV-TV（チャンネル5）が所有しており、スクリップスはまた、グレイ・テレビジョンとの共有サービス契約（SSA）に基づいて、FOX提携局のWFLX（チャンネル29）に特定のサービスを提供している。ウェストパームビーチのダウンタウンにあるサウス・オーストラリア・アベニュー（郵送先住所は、「1番街（1st Street）」とも呼ばれるバンヤン・ブールバード（Banyan Boulevard））にあるスタジオを共有しているが、WHDTの送信所はUS 441/SR 7の西のウェリントン近くにある。

## 歴史
2000年5月25日に設立された。WHDTは、連邦通信委員会（FCC）がデジタル信号のみを使用して主要な地上波サービスを提供できるという決定を下した後、アメリカで最初のデジタルテレビ局になった。2001年6月1日、カスタム設計の35 mmフレーム転送カメラを使用して、720p/60 fpsで動作するプログレッシブHD形式を使用して、最初の地上波放送を実施した。
WHDTは、地方のケーブルシステムが全てのデジタルテレビ局の主要な番組を高解像度形式と標準解像度アナログ形式の両方で伝送することを要求する先例を確立した。これは、FCCのデジタル「必須伝送」規則に基づいて、ケーブルプロバイダーで高解像度及び標準解像度のフィードを伝送する最初のテレビ局である。当初、ドイチェ・ヴェレ・ワールド・テレビジョン・サービスの最初の放送パートナーとして運営されていた。WHDTは、マークシュタイナーAG（Marksteiner AG）のビジネスユニットであるWHDTワールド・テレビジョン・サービス（WHDT World Television Service、DE）が運営する3つの放送局の1つである。
WHDTの2つの中継局、マイアミのWHDT-CD（現：WLPH-CD）とボストンのWHDT-LDは、FCCによって認可された最初と2番目のデジタル中継局であったため、注目に値する。WHDT-CDは、フルパワーの同類よりも長い歴史がある。同局は、1987年9月21日に最初にW25ALとして認可された。1989年、W55BOとしてコーラルスプリングスに移され、マイアミのCBS直営局WCIX（チャンネル6、現：チャンネル4のWFOR-TV）の中継局として機能した。1996年に、所有権はギュンター・マルクシュタイナー（Günter Marksteiner）に譲渡された。同局は1997年までCBS番組のフルスケジュールを放送し続け、2001年12月にノースマイアミに移転し、WHDTのデジタル中継局運用を開始した。2014年1月にコールサインがWLPH-CDに変更され、同年3月にローカスポイント・ネットワークス（LocusPoint Networks）に売却された。
2010年8月、レトロ・テレビジョン・ネットワーク（RTV）の最初の高解像度系列局になった。同ネットワークの古典的なテレビ番組は、元のフィルムマスターからリマスターされるのではなく、16:9 HD形式にアップコンバートされて放映された。2011年10月27日、RTVとの提携を解除し、WeatherNation TVからの番組の配信を開始すると発表した。週末の同年10月29日にWeatherNationに切り替えた。
2012年6月15日、自動車愛好家向けのフルHD放送サービスであるジ・オート・チャンネル（TACH-TV）を開始した。
2015年7月13日から同年12月31日まで、ジミー・スワガート・ミニストリーズのキリスト教テレビ ネットワークであるソンライフ・ブロードキャスティング・ネットワーク（SBN）を放送した。
2016年4月1日、ガンTVが同日に開始された際に同ネットワークと提携した。ガンTVは2017年1月に放送を終了し、その後WHDTから削除された。
2017年1月15日、教育シリーズのTEDトークスを毎晩のラインナップに追加した。
2018年12月3日、WHDTがE・W・スクリップス・カンパニーに2,500万ドルで売却されることが発表された。売却は2019年4月4日に完了した。

## 番組
2019年以前は、シンジケーション及び放送用の高解像度番組コンテンツを制作していた。その番組には、夕方のニュースと天気予報、ドキュメンタリー、自主映画、クラシック音楽コンサート、馬術スポーツ、自動車ニュースとモータースポーツ番組、航空、釣り、料理、旅行、シンジケートエンターテイメント番組が含まれていた。WHDTは、有料番組を含む完全な高解像度スケジュールを維持している。
2021年7月6日、WHDTは番組をコートTVから、シンジケート番組（2023年時点）『AgDay』『Business First A.M.（ビジネス・ファーストAM）』『ケリー・クラークソン・ショー』『The List（ザ・リスト）』（後者の2つはWPTVの別の時間枠でも放送）のほか、姉妹局WPTVの平日11:00と週末朝と夜のニュース番組の再放送を含む「Florida 24 Network」として知られる、スクリップスが新たに立ち上げた州全体のストリーミングニュースサービスの下にあるニュース形式の独立局に切り替えた。コートTVは後にサブチャンネル9.2に移された。

### ニュース運用
かつて、週末にニュースのハイライトを再放送することを除いて、地元で制作されたニュースを毎週10時間放送していた。WHDTの『WHDTワールドニュース（WHDT World News）』は、毎日17:00と23:00に放送された。週末版は、平日の放送からの注目すべきコーナーをまとめたものだった。同番組は、ウェストパームビーチ、マイアミ、ボストン、シカゴ、サクラメント、ロサンゼルス、ワシントンD.C.にオフィスを持つWHDTワールド・テレビジョン・サービスによって制作された。ハブのニュース放送は、ボストンとシカゴから発信され、地方や全国のニュース、さらに拡大版インタビューコーナー、ウェストパームビーチエリアの予報を含む国立気象局の簡単な天気予報コーナー、エンターテイメントコーナー（「ハリウッドニュース（Hollywood News）」）、寄稿編集者による政治、金融、科学に関するリポートを特集した。

## 技術情報

### サブチャンネル
| チャンネル | 解像度 | アスペクト比 | ショートネーム | 番組編成       |
| ---------- | ------ | ------------ | -------------- | -------------- |
| 9.1        | 720p   | 16:9         | WHDT           | メインWHDT番組 |
| 9.2        | 480i   | 16:9         | CourtTV        | コートTV       |
| 9.3        | 480i   | 16:9         | True           | トゥルーリアル |
| 9.4        | 480i   | 16:9         | HSN            | HSN            |
| 9.5        | 480i   | 16:9         | QVC            | QVC            |
| 5.11       | 1080i  | 16:9         | WPTV           | NBC（WPTV-TV） |

デジタルテレビへの移行の一環として、UHFチャンネル52～69が放送スペクトルから削除された。その結果、2009年6月12日にWXEL-TVがチャンネル42のアナログ信号を遮断した後、WHDTはデジタル信号をチャンネル59からチャンネル42に移動した。WXEL-TVは以前のアナログチャンネル番号42を引き続き仮想チャンネルとして使用したため、WHDTは新しい仮想チャンネルとして9を割り当てられた。2017年初頭のインセンティブスペクトルオークションの終了後、再編成されたUHFテレビ帯域のRFチャンネル34に割り当てられた。

### 元中継局
2019年まで、WHDTの番組はフロリダ州ネイプルズにある中継局WHDN-CD（チャンネル9）で同時放送されていた。